# 念 (歌曲)
《念》是中国男歌手周深为舞台剧《剑网3·曲云传》演唱的宣传曲。歌曲于2018年8月15日作为数字单曲发布，后收录于录音室专辑《剑网3·曲云传 舞台剧音乐原声带》。

## 背景和风格
剑网3是一款经典的PC游戏。多维度全息舞台剧《剑网3·曲云传》则是把其中一个人物曲云的故事搬上了舞台，在全国巡演，从二次元走向了三次元。《念》是周深为舞台剧《剑网3·曲云传》演唱的宣传曲，于2018年8月15日在音乐平台作为单曲发布，10月21日收录于录音室专辑《剑网3·曲云传 舞台剧音乐原声带》。
《念》歌唱的是孙飞亮对曲云的忠贞不移的爱恋之情。这首歌曲的制作人罗晓音认为，周深清澈空灵的嗓音和强大的穿透力很适合演唱这首歌。《念》最高音达到High F调，周深仍然可以把握得十分完美，似乎连他演唱中换气时候的气息都有情绪。新歌《念》凌晨一经QQ音乐上线，半小时内评论迅速破千。
2020年8月22日，《念》发布两周年之际，又发布了这首歌的官方音乐视频。

## 创作者
以下内容整理自QQ音乐：
- 演唱：周深
- 作词：张华
- 作曲：罗晓音
- 编曲：Terence Teo
- 制作人：罗晓音
- 制作助理：齐觊
- 和声：周深、齐觊
- 吉他：倪卓良
- 二胡：张彤彤
- 笛：刘小行
- 萧：刘小行
- 运营：刘百灵
- 统筹：刘百灵
- 弦乐监制：李朋
- 弦乐：国际首席爱乐乐团
- 录音室：九紫天诚、Sailwav Music、XiaoYin Studio、听见时光音乐工作室
- 录音师：李立丰、齐觊、倪卓良
- 混音师：周天澈
- 混音室：TC Faders
- 母带工程师：周天澈
- 母带处理室：TC Faders
- 出品发行：成都浣沙文化传媒有限公司